# Đồng Tâm, Vĩnh Yên
Đồng Tâm là một phường thuộc thành phố Vĩnh Yên, tỉnh Vĩnh Phúc, Việt Nam.
Phường Đồng Tâm có diện tích 6,96 km², dân số năm 1999 là 12.346 người, mật độ dân số đạt 1.774 người/km².